# Gainesville (Missouri)
Gainesville város az USA Missouri államában, Ozark megyében, melynek megyeszékhelye is. Lakosainak száma 745 fő (2020. április 1.).

## Népesség
A település népességének változása:
| Lakosok száma | 165  | 773  | 745  |
|               | 1880 | 2010 | 2020 |